# Sasina (Samoa)
Sasina – wieś w Samoa, na wyspie Savaiʻi, w dystrykcie Gagaʻifomauga. W 2016 roku osada liczyła 568 mieszkańców.
W miejscowości znajduje się szkoła podstawowa odnowiona przez Australię, Nową Zelandię i  Stary Zjednoczone w ramach programu Pacific Partnership.